# Цильма
Цильма — річка в Республіці Комі і Архангельській області, ліва притока річки Печори

## Рівень води
Найвищий рівень над нулем посту спостереження (пункт Трусово) 1010см. (1966 рік), найнижчий в цьому самому пункті 52 см. (1961 рік). Амплітуда 958 см.

## Витрата води
Середній витрата води біля цієї ж станції становить 229 м³/с. Максимум 7170 м³/с був зафіксований в 1966. Мінімум був зафіксований 1940 році і становив 9,93м³/с.